# Ugeavis
 Denne artikel omhandler overvejende eller alene danske forhold. Hjælp gerne med at gøre artiklen mere almen.
En ugeavis er en avis, der udkommer med en ugentlig frekvens.
Weekendavisen er et eksempel på en regulær avis, der udkommer som ugeavis, solgt både i abonnement og løssalg.
Ugeavisen er dog ofte husstandsomdelt i udgivelsesområdet og gratis for modtageren, idet avisen typisk er finansieret af annonceindtægter.